# Maragheh (shahrestan)
Maragheh (persiska: شهرستان مراغه, Shahrestan-e Maragheh) är en delprovins (shahrestan) i Iran. Den ligger i provinsen Östazarbaijan, i den nordvästra delen av landet. Administrativt centrum är staden Maragheh.
Delprovinsen hade 262 604 invånare 2016.